# Белокрылки
Белокрылки, или алейродиды (лат. Aleyrodidae), — семейство мелких равнокрылых насекомых (Homoptera) из подотряда Sternorrhyncha. Выделяется в монотипическое надсемейство Aleyrodoidea. Насчитывают около 1550 видов. В Средней Европе около 20 видов.
Научное название происходит от греческого слова aleuron (мука) из-за мучнистого налёта на крыльях, а русское — по наличию 2 пар белых крыльев. Древнейшие белокрылки были найдены в верхнеюрских отложениях Казахстана.

## Описание
Европейские виды семейства обычно около 1,3—1,8 мм в длину (до 3 мм). Немного напоминают мелких молевидных чешуекрылых. Тело белое или желтовато-красное, с тёмными пятнами. Имеют 4 крыла, которые покрыты белым пылевидным налётом, напоминающим муку, в покое складываются кровлеобразно. Личинки первого возраста подвижны, последующих — неподвижны. Питаются соками растений. Обычно держатся на нижней поверхности листьев. Некоторые виды являются опасными карантинными вредителями растений.

## Классификация
Выделяют более 1500 видов, 160 родов и 3 подсемейства.

## Палеонтология
- †Pudrica christianottoi Drohojowska et Szwedo, 2024[8] — эоцен, Германия

## Известные виды
- Тепличная, или оранжерейная, белокрылка (Trialeurodes vaporariorum) — в теплицах и оранжереях. Повреждает томаты, огурцы и некоторые цветочные растения.
- Цитрусовая белокрылка (Dialeurodes citri) встречается в Японии, Индии, Китае, Северной и Южной Америке; в России — на Черноморском побережье Кавказа. Опасный карантинный вредитель цитрусовых культур.
- Земляничная белокрылка (Aleurodes fragariae) встречается в Европе. Вредитель земляники.
- Капустная белокрылка (Aleurodes brassicae)
- Табачная белокрылка (Bemisia tabaci)